# Nudaria idalis
Nudaria idalis är en fjärilsart som beskrevs av Semper 1899. Nudaria idalis ingår i släktet Nudaria och familjen björnspinnare. Inga underarter finns listade i Catalogue of Life.